# Сан-Висенте-де-Фора
Сан-Висенте-де-Фора (порт. São Vicente de Fora)  —  район (фрегезия) в Португалии,  входит в округ Лиссабон. Является составной частью муниципалитета  Лиссабон. Находится в составе крупной городской агломерации Большой Лиссабон. По старому административному делению входил в провинцию Эштремадура. Входит в экономико-статистический  субрегион Большой Лиссабон, который входит в Лиссабонский регион. Население составляет 4267 человек на 2001 год. Занимает площадь 0,31 км².